# Qiaowanlong
Genre
Espèce
Qiaowanlong est un genre de dinosaure sauropode du Crétacé inférieur retrouvé à Yujinzi, en Chine. Sa taille est estimée à environ 12 mètres de long pour une masse de 10 tonnes. L'espèce-type, Qiaowanlong kangxii, a été décrite par Hai-Lu You et Da-Qing Li en 2009,. Elle est basée sur des fossiles retrouvés dans une strate datée de l'Albien de la formation géologique du groupe de Xinminpu. Ceux-ci sont constitués de fragments de vertèbres, de pelvis et d'autres os non-identifiés.
Le Qiaowanlong a d'abord été identifié comme étant le premier brachiosauridae à avoir été retrouvé en Chine. Cependant, des analyses ultérieures ont montré qu'il serait plus proche des titanosaures tels l'Euhelopus et l'Erketu.